# 全盲の僕が弁護士になった理由
『全盲の僕が弁護士になった理由』（ぜんもうのぼくがべんごしになったわけ）は、大胡田誠による日本のノンフィクション書籍。産まれて約半年後に先天性の緑内障であることがわかり、12歳の時に両目の視力が全て失われ全盲となった著者が、5度目の司法試験でようやく合格し、日本で3番目の全盲の弁護士となった経緯や、どういった心のあり方で日常を過ごし、どんな工夫を重ねて仕事をしているかなどが綴られている。
2014年、本作を原案としたテレビドラマが放送された。

## 内容
序章 ある受刑者からの手紙
2010年に大胡田が国選弁護人として弁護を担当した受刑者Sの話。彼は脳梗塞によって手足の一部が麻痺してうまく仕事ができず、生活の困窮から万引きをしてしまい、全てに投げやりになっていたが、接見を重ねて次第に心を開く。大胡田は、全盲という大きな痛みを背負ったことで、他人が抱える悩みにも敏感になることができたと気づき、目が見えない自分だからこそできる仕事があると思うようになる。
第1章 全盲弁護士の仕事術
2007年12月に「渋谷シビック法律事務所」に入所し、様々な依頼を受けるようになる。仕事には専属アシスタントが付き、手紙やファックスの代読、事務書類の代筆の他、面談や接見に同伴してもらう。その他、画面読み上げソフトや点字電子手帳などの7つ道具も駆使して仕事に臨むが、それらには90万円近くの費用がかかり、半分を事務所が負担している。なぜそんな非効率的な人間を雇うのかを当時の所長に聞き、「事務所と依頼者のメリットになると思ったからだ」という一言をもらい、ふっきれる。
第2章 光を失って
1977年6月17日に仲伊豆市（現伊豆市）で生まれてからの生い立ち。生後半年経った頃、目の焦点が定まらない・しきりに眩しがるなどの症状に気付いた両親が病院に連れて行き、新生児の2万から3万人に1人が罹るという先天性緑内障であることが判明する。西洋医学、針きゅう、東洋医学など、できる治療は全て試したが成果は思わしくなく、これ以上は苦しむだけだと小学5年生の時に治療に見切りをつけ、そして6年生のある日、両眼ともに失明する。しかしその後も登山などの趣味も続け、故郷の沼津を離れて東京の筑波大学附属盲学校中等部への進学を決意し1人で上京。高等部と合わせて6年間の盲学校での生活を満喫する。中学2年生の時には全盲の弁護士・竹下義樹の手記『ぶつかって、ぶつかって。』を点字で読んで衝撃を受け、弁護士を志す。
前例のない全盲の学生の受験を拒否する大学もあったが、慶應義塾大学法学部法律学科に補欠合格し、入学辞退者がいたため繰り上げ合格となった。入学後も住まいさがしや授業自体に苦労するが、仲間に助けられながら勉強を続ける。そして大学1年の夏休み、法曹界を目指すきっかけとなった竹下義樹弁護士に密着取材をする機会を得る。
第3章 司法試験
司法試験に挑戦するための予備校探しにも苦労するが、伊藤塾のスタッフに出会えたことでビデオCDなど特別な教材を使うこともできるようになり、無事に受験することができる。しかし結果は惨憺たるもので、故郷の沼津に戻って3年間の浪人生活を送ることになる。その後、司法制度改革で司法試験の仕組みが変わったため、ロースクール（慶應義塾大学大学院法務研究科）に入学。勉強を続け、在学中には法務省と掛け合い、パソコンの画面読み上げソフトを使って司法試験を受けることができるよう、受験制度の改革にも成功した。そして2006年9月21日、新司法試験に合格する。
第4章 家族
武蔵野音楽大学の声楽科を卒業後、旧姓の大石亜矢子の名前で歌手活動をしている妻について。早産で生まれ、保育器で高濃度の酸素によって網膜が損傷したため未熟児網膜症となった、同じく全盲であり、さらに“見える”という感覚すら知らない彼女と筑波大付属盲学校の中等部で知り合い、沼津の浪人生活時に再会。5年の交際を経て、助産師の母親の死をきっかけに「一期一会」を強く感じ、2010年に結婚する。そして見えないからこそ何でも口に出し合いながら、身近な人の助けを上手に借りながら日常生活を送り、東日本大震災から4日後、計画停電の真っ最中に娘が産まれる。
終章 見えない壁を打ち破る
障害者の現状について。一部の駅にしか設置されていないホームドア、身体障害者補助犬法があっても入店拒否される現実、障害者が生きやすい世の中についてなどを語る。

## テレビドラマ
本作を原案としたテレビドラマが『全盲の僕が弁護士になった理由〜実話に基づく感動サスペンス!〜』（ぜんもうのぼくがべんごしになったわけ じつわにもとづくかんどうサスペンス）のタイトルで2014年12月1日にTBS系で月曜ゴールデン特別企画として放送された。

### 製作
初めて全盲の人物かつ弁護士を演じることになった主演の松坂桃李 はこのオファーを聞いた当初、主人公の多くを占める部分が自分に無いことや、モデルとなる人が存命で現在も第一線で活躍しているということもあり、今までの仕事の中で1番恐く不安に思ったという。しかしこのドラマの原案である大胡田の著書を読み、どんな環境でも挑戦し続ける姿に感銘を受け、悩んでいる自分を恥ずかしく思い、この役を演じる決意を固める。その後、役作りの参考にするため過去に同様の作品がないか洋邦画問わず探したが、サングラスをかけているものが多いことに気付く。1992年の映画『セント・オブ・ウーマン』でアル・パチーノが演じていた役がヒントにはなったもののこれでは不十分と考え、実際に大胡田弁護士に密着取材することを自ら希望。実際に事務所や裁判所を訪れ、ビデオカメラで気になる仕草や行動を記録してその映像を何度も見ることで 仕事ぶりや振る舞いなどを研究した。自宅にも泊りがけで訪れ、妻や2人の子供とも実際に接したという。こうして十分な役作りをしてから撮影に臨み、現場でも日本盲人会連合の演技指導や大胡田弁護士の所作指導を受けた。あまりに役に集中したため、「共演者の声は見事に覚えているが、共演中の顔が思い出せない」と撮影後のインタビューで話している。また、クレジットでは流れなかったものの、大胡田弁護士の妻でありシンガーソングライターの大石亜矢子も妻役を演じた南沢奈央の演技指導を行い、夫婦が登場するシーンでは彼女の楽曲「Le Ciel」が使用されている。

### あらすじ
全盲の弁護士・大河内健介（松坂桃李）が働く「みながわ法律事務所」に、夫・安藤和哉（眞島秀和）の暴力に悩み離婚したいと安藤聡美（星野真里）が相談に訪れる。目が全く見えない健介の様子に最初は不安な様子を見せた聡美だったが、健介の薦めで実際に法廷に立つ姿を目の当たりにし、健介に依頼することを正式に決める。改めて聡美から話を詳しく聞き、夫に離婚する意思が無いことを聞いた健介は、暴力を立証するために、証拠を用意してほしいと話す。
同時期、健介は先輩弁護士である山岡勲夫（佐藤二朗）から、被告人がすでに犯行を自供している簡単なものだからと、「マエダ金属加工株式会社」社長の前田哲夫（螢雪次朗）が頭部の打撲による脳挫傷で命を落とし、従業員の山西雅樹（太賀）が逮捕された案件を引き継ぐ。罪名は殺人。しかし健介は、東京拘置所で初接見し、山西があまりにも裁判に投げやりであることに疑問を抱く。腑に落ちない健介は、アシスタントの田辺美智代（戸田恵子）に付き添ってもらって実際に事件現場に赴き、その後山西の両親からも話を聞く。謝罪を受け入れてもらえないと肩を落とす山西の両親に代わり、亡くなった社長の息子である前田太一（松田洋治）に土下座をして逆に「障害者を土下座させている」とネット上で悪者にしてしまったことは後から所長の皆川憲治（山本圭）に咎められてしまうが、現場を事件と同じ時間に訪れた成果はあり、健介は現場が夜でも騒音でうるさいことに気づく。そして初公判前の接見で山西に、本当に社長が頭を“ごつん”と打ち付けた音が聞こえ、死んだと思ってそのまま放置して立ち去ったのかという疑問をぶつける。「あなた…本当は殺していないんじゃないですか？」。驚いた山西だったが、次第に真実を語りだす。殴ったことは事実だが、社長に意識はあり、「ばかやろう！」と言い返してきたため立ち去ったのだが、そのことは刑事に話しても信じてもらえず、それならなぜ翌朝死体で発見されたのかという問いにも答えられず、厳しい尋問が続いた末、つい刑事が作ったシナリオに頷いてしまったという。そんな山西に「何があっても僕はあなたを守ります。」と健介は告げ、殺人については無罪を主張することを決める。しかし、山西が殴った後に誰かが社長を殺したという証拠が無いと裁判に勝てないどころか逆に罪が重くなってしまう可能性もあるため、再び健介は警視庁鎌田西警察署やマエダに足を運び、なんとか証拠を探そうとする。ベテラン従業員の志村豊繁（泉谷しげる）にも話を聞き、工具を見せてもらった健介は、そこで手触りから1つだけ新しい工具があることに気づき、それが凶器で、使用後に誰かが別の新しいものと入れ替えたのではないかと考える。そして実際、工具を扱う店の防犯カメラにはマエダの従業員らしき男が映っていた。
事件の突破口が見えて喜ぶ健介だったが、並行していた離婚案件で、聡美が盲目である自分を利用していたことに気づいてしまい、ショックを受ける。聡美には夫の暴力以前から不倫相手がいたが、何も見えない健介ならそれに気づかず、暴力を楯にして離婚を有利に進めてくれるという狙いがあったらしい。身重の妻・奈津美（南沢奈央）は落ち込む健介に発破をかけ、健介はあらためて山西の裁判に全力を尽くそうと決意する。そして、もう自分の無罪を証明してくれる証拠は見つからないのではないかと弱気になる山西に、「僕が今までやってこれたのは、自分を信じてあきらめなかったからです」と諭す。「これは神様が僕を試してるんだ。人生は神様から与えられたテストの連続だ」。その言葉が響き、最後まで闘う気力を取り戻した山西に、健介は防犯カメラに映っていた男の写真を見せ、安全靴から犯人が割り出せる可能性を見出す。
そして迎えた公判日。遅れながらも法廷に現れた健介は、従業員のロッカーから出てきた凶器の写真を証拠に、山西の無罪を証明する。

### キャスト

#### みながわ法律事務所
大河内健介
演 - 松坂桃李
日本で3人目の全盲の弁護士。小学生時代に視力を失い、司法試験にも3回落ちた。「弱い立場の人たちの助けになりたい」という気持ちと何事にも諦めない心で「なんとかなる」と人生を乗り切ってきた。
目が見えない分、音や手触り、匂いに対して敏感である。
田辺美智代
演 - 戸田恵子
健介のアシスタント。健介のために代読しているため、早口が癖になっている。時には母のように「“はい”は1回でいいんです」「机の上をもっと片付けて」と口うるさく言う。依頼者の前では健介をしっかり立てており、フォローには抜かりが無い。
山岡勲夫
演 - 佐藤二朗
健介の先輩弁護士。いつも柿の種を食べている。
松田晋平
演 - 相葉裕樹
若手弁護士。
皆川憲治
演 - 山本圭
所長。1人募集すれば100人の応募がある中、なぜ、わざわざお金がかかる健介を採用したのかを問われると「広告塔だからだよ」と言ってしまう。
あとから自宅へ謝罪に行くなど、本当は全盲の大河内夫婦を誰より心配し、気にかけている。

#### マエダ金属加工株式会社
前田哲夫
演 - 螢雪次朗
社長。頭部の打撲による脳挫傷で死亡。朝に出勤してきた従業員に発見される。
山西雅樹
演 - 太賀
従業員。前田社長の殺害容疑で逮捕され、最初は犯行を否認していたものの、刑事の厳しい取り調べに「自分がやった」と自供してしまう。
中学時代はサッカーの県大会に出る程だった。高校の強豪チームに入ってからは成績も芳しくなく、学校もサボりがちになり、やがて実家を出て行った。
前田には父の知り合いから紹介してもらい、事情を話した上で雇ってもらっていた。前田からは「手先が器用だ」と評価されながらも「やる気が見られない」と注意されることもあり、口論が多かったという。
長谷川
演 - 戸田昌宏
従業員。朝早く出勤し、社長の死体を発見する。
加山
演 - 尾上寛之
従業員。長谷川とともに社長の死体を発見する。
前田太一
演 - 松田洋治
社長の息子。専務。
山西の両親からの謝罪を断固拒否する。
志村豊繁
演 - 泉谷しげる
40年勤めるベテラン従業員。新しい機械の導入について前田と意見が対立していた。
右手の甲に仕事でできた大きな傷があり、勲章だと誇りに思っている。
和美
演 - 黒川芽以
女子従業員。加山と交際中。

#### 警察
岡田
演 - 神保悟志
警視庁鎌田西警察署刑事課 刑事。山西を厳しく取り調べる。
佐藤
演 - 阪田マサノブ
警視庁鎌田西警察署刑事課 刑事。岡田と共に山西を取り調べ、机を殴るなど感情的に接する。
神田
演 - 小澤亮太
岡田と佐藤の後輩刑事。岡田と佐藤に邪険に扱われる健介を見て、声をかけてくる。

#### その他
安藤聡美
演 - 星野真里
夫の暴力に悩み、離婚したいと事務所を訪れる。
安藤和哉
演 - 眞島秀和
聡美の夫。
執着心が強く、普段は優しいが、酒を飲むと気持ちが爆発して暴力を振るう。
離婚に同意しておらず、弁護士が間に入ると聞いて事務所まで乗り込んでくる。
大河内奈津美
演 - 南沢奈央
健介の妻。健介と同じく全く目が見えない。妊娠5か月。
ピアノが弾ける。
山西 康行
演 ‐ 阿南健治
雅樹の父。
山西 千恵子
演 ‐ 大塚良重
雅樹の母。
その他
飯田基祐、春田純一（検察官）、越村公一、田口主将、松嶋亮太（中川）、大西武志（鑑識官）、牧村泉三郎（裁判官）、小川真育、佐藤正和、坂口辰平、松田真知子、福田七聖、沖田愛、閏間妃菜美

### スタッフ
- 原案 - 大胡田誠『全盲の僕が弁護士になった理由』（日経BP社刊）
- 監督 - 鈴木浩介
- 脚本 - 尾崎将也
- 企画 - 山崎恆成（TBS）
- プロデューサー - 黒沢淳（テレパック）[8]
- 編成担当 - 永山由紀子
- エンディングテーマ - chay「Again」[5][8]
- 法律監修 - 大胡田誠（弁護士法人つくし総合法律事務所）
- 法律指導 - 林友宏（弁護士法人梅ヶ枝中央法律事務所）
- 演技監修 - 鈴木孝幸（社会福祉法人日本盲人会連合）
- 演技指導 - 福喜多恭子（神奈川県視覚障害者情報センター「神奈川ライトハウス」）
- 撮影 - 関毅
- 調整 - 山下輝良
- 照明 - 佐々木雄也
- 録音 - 重松健太郎
- 編集 - 板部浩章
- ライン編集 - 紀伊正志
- サウンドデザイン - 石井和之
- 音響効果 - 岩崎晋介
- MA - 右田安昌
- 美術プロデューサー - 高田太郎
- 美術制作 - 武田雄介
- 装飾 - 平原孝之、三橋里帆
- メイク - 一星夕子、相場広美
- 衣裳 - 小菅大也
- 宣伝 - 鈴木慎治
- アクション - 森崎えいじ（スタントチームゴクウ）
- 警察監修 - 吉川祐二
- 医療監修 - 会沢芳樹
- 出産指導 - 片山味友貴
- 技術協力 - フォーチュン、東通
- 美術協力 - アックス、東京美工
- スタジオ - 緑山スタジオ・シティ
- 製作 - テレパック、TBS